# Dorian Blues
Dorian Blues – amerykańska komedia w reżyserii Tennysona Bardwella z 2004 r.

## Główne role
- Michael McMillian - Dorian Lagatos
- Lea Coco - Nicky Lagatos
- Steve Fletcher - Tom Lagatos
- Mo Quigley - Maria Lagatos
- John Abele - Ojciec Bena
- Austin Basis - Spooky
- Ryan Kelly Berkowitz - Tiffany
- Richard Burke - Muscles
- Chris Dallman - Andrew